# Trígrafo
Trígrafo é um conjunto de três letras que funcionam como um único elemento fonético, isto é, um único som. Por exemplo, sch, na língua alemã, representa apenas um som, como na palavra schwarz, ou o tch, na língua portuguesa, que também representa somente um som, este se pode ser encontrado em palavras como "tchau", utilizada para despedir-se de alguém, esta palavra vem do italiano "ciao".